# Натан Ротшильд
Натан (Натаніел) Ротшильд, 1-й барон Ротшильд (англ. Nathan Rothschild (Natty); 1840–1915) — британський банкір і політик.

## Біографія
Народився 8 листопада 1840 року в родині Ліонеля де Ротшильда (1808—1879) і баронеси Шарлотти де Ротшильд; онук Натана Маєра Ротшильда, на честь якого він був названий, та правнук Маєра Амшеля Ротшильда — засновника династії Ротшильдів.
Освіту здобув у Трініті-коледжі, Кембридж.
Працював партнером у лондонському відділенні сімейного банку NM Rothschild and Sons та став головою банку після смерті свого батька в 1879 році.
Натан Ротшильд брав активну участь у долі євреїв у Британії. Був членом створеної в 1909 році королівської комісії, призначеної обмежити наплив емігрантів до Англії, і боровся проти введення обмежень щодо євреїв.
Помер 31 березня 1915 року в Лондоні. Похований на єврейському кладовищі Willesden.
Кавалер Королівського Вікторіанського ордена (1902).

### Родина
16 квітня 1867 року Натан Ротшильд одружився з Еммою Луїзою фон Ротшильд (1844—1935).
У них народилися діти:
- Лайонел Волтер (1868—1937)
- Шарлотта Луїза Адела Евеліна (1873—1947)
- Натаніель Чарльз (1877—1923)

## Цікаві факти
- Натан Ротшильд відреагував на Революцію 1905 року в Росії, надавши грошову допомогу жертвам погромів (пожертвував десять тисяч фунтів стерлінгів), подбавши про те, щоб зібрані кошти доставлялися в Російську імперію через їхній родинний Лондонський банк. Це мотивувалося бажанням запобігти використанню пожертвувань в радикальних цілях, що дало б додаткові підстави для звинувачень єврейських банкірів у фінансуванні російської революції[8].
- Натан Ротшильд — перший єврейський пер на Британських островах[9].